# Голямо междучасие (филм)
„Голямо междучасие“ е съветски четирисериен игрален телевизионен филм, заснет през 1972 – 1973 г. от режисьора Алексей Коренев по разказа на Георгий Садовников „Отивам при хората“ (през последните години излиза под заглавието „Голямо междучасие"). Премиерата на филма по телевизията е от 29 април до 2 май 1973 г.

## Сюжет
Гордостта на Нестор Петрович Северов, млад историк, който се гордее с това, което смята за дълбоки познания, е обиден от факта, че любимото му момиче Полина го е надминало на приемния изпит за аспирантура. С отвращение той се разделя с Полина и заминава за доброволно „заточение“ – като учител във вечерно училище. Става ръководител на 9 „а“ клас. Оказа се, че преподаването на учебни предмети на много различни възрастни, повечето от които са по-възрастни от самия учител, не е толкова лесно, особено когато някои от тях не искат да учат. Някои възрастни ученици създават много проблеми на класния си ръководител. Към всички проблеми се прибавя това, че ученичката Нели Леднева, чийто баща учи в същия клас, се влюбва в новия учител...

## Създатели
- Сценаристи:

Алексей Коренев
Георги Садовников
- Режисьор: Алексей Коренев
- Оператор: Анатолий Мукасей
- Художник: Леонид Платов
- Композитор: Едуард Колмановски
- Текст на песени: Михаил Танич
- Звукови инженери:

Валери Попов
Валентина Щедрина
- Редактор: П. Чечеткина
- Гримьор: М. Биковская
- Художник на костюмите: Ш. Биховская

## В ролите
- Михаил Конанов
- Евгений Леонов
- Ралан Биков
- Александър Збруев
- Светлана Крючкова
- Юрий Кузмянков
- Наталия Богунова
- Савелий Крамаров
- Наталия Гвозджикова
- Виктор Праскурин
- Валери Носик